# Avenida Brasil (Lima)
La avenida Brasil es una de las principales avenidas de la ciudad de Lima, capital del Perú. Se extiende de noreste a suroeste en los distritos de Lima, Breña, Jesús María, Pueblo Libre y Magdalena del Mar.
De corte principalmente residencial, la avenida Brasil soporta un tráfico mediano, no tan pesado a diferencia de otras vías como la avenida Arequipa. Cuenta con carriles exclusivos para buses de transporte público.

## Historia
Tendida sobre lo que era el antiguo camino que unía el centro histórico de Lima con el pueblo de Magdalena Vieja (actual distrito de Pueblo Libre, su primer nombre fue Camino de la Magdalena), sirvió como un eje respecto del cual se articularía la extensión urbana al suroeste de la ciudad. Posteriormente, en el año 1908, fue rebautizada como avenida Brasil. Durante la década de 1980 fue remodelada para transformarla en un corredor vial abarcando 8 carriles, 4 de ida y 4 de vuelta. Los carriles más próximos a las veredas serían utilizados por el transporte privado; mientras que los del centro de la avenida serían dedicados exclusivamente al transporte público, para lo cual se tendieron mallas que separaban unos carriles de otros donde a la vez se construyeron paraderos. Similar diseño se utilizó en las avenidas Tomás Marsano y Alfonso Ugarte.

## Recorrido

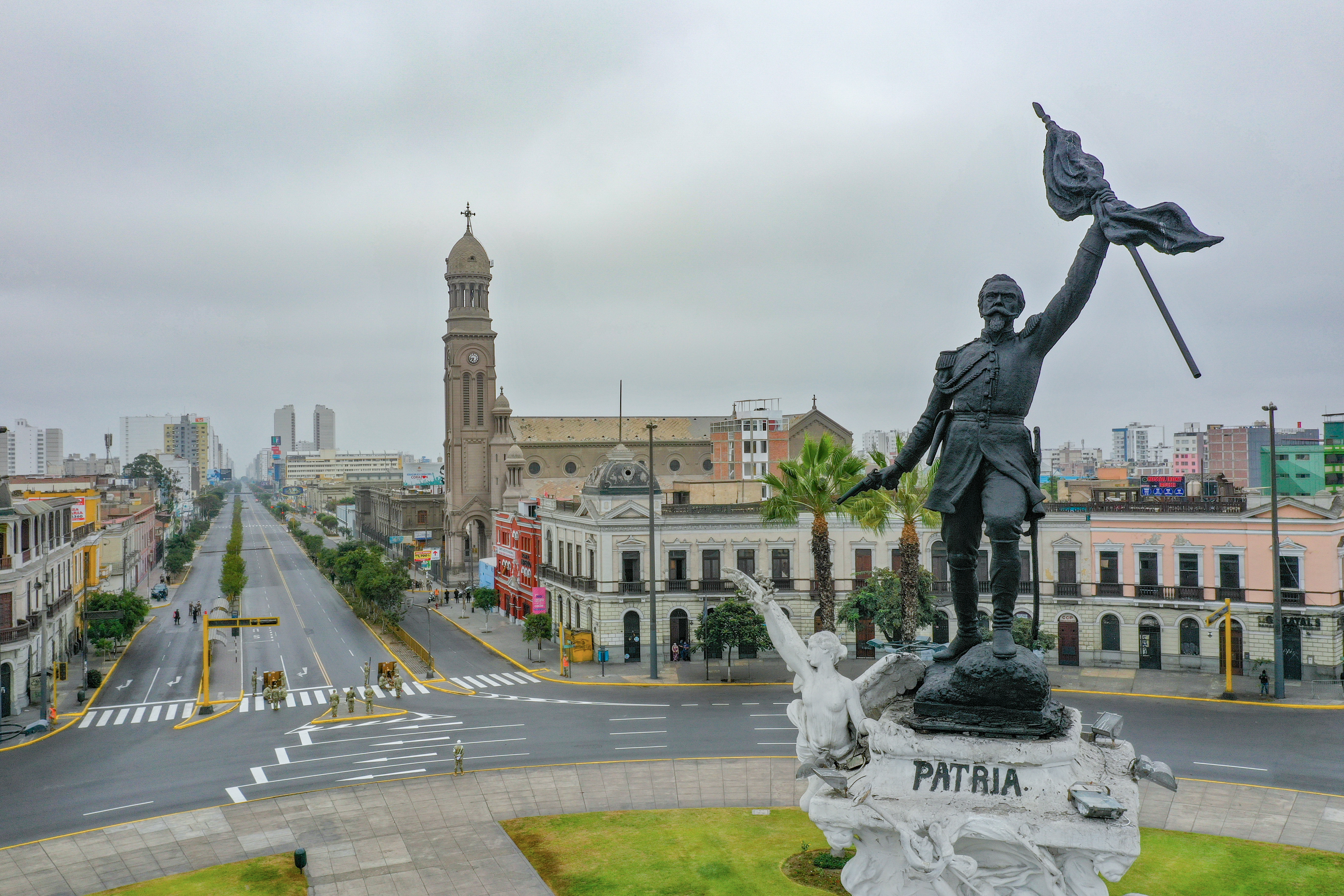
Inicio de la avenida Brasil desde la Plaza Bolognesi.

Luego de su nacimiento en la Plaza Bolognesi, destaca principalmente la Basílica de María Auxiliadora, junto al Colegio Salesiano. Más adelante, se encuentra el Colegio María Auxiliadora y un Asilo de Ancianos, hay también pintorescas casas y ningún edificio. Justo en el final de la avenida 28 de Julio, se ubica el local del Instituto Nacional de Salud del Niño (antes Hospital del Niño).
La avenida mantiene su carácter residencial, y a la vez, sirve como límite entre los distritos de Jesús María y Pueblo Libre. En la cuadra 8, se encuentra el centro comercial La Rambla, y en la cuadra 9, una sede del canal Andina de Televisión (ATV). En el nacimiento de la avenida Simón Bolívar, se ubica un supermercado Plaza Vea. Después, en las siguientes cuadras, desaparece el comercio y empiezan a albergar edificios.
Más adelante, hay un óvalo en el cruce con la avenida San Felipe. En su cuadra 26, se ubica el Colegio de Jesús y el Hospital de la Policía. Posteriormente, en la siguiente cuadra, se encuentra el Hospital Militar. En el nacimiento de la avenida de la Marina (y el final de la avenida Faustino Sánchez Carrión cuyo trazo continúa), se alza un puente. 
A partir de este punto, la avenida se adentra en el distrito de Magdalena del Mar y hay más actividad comercial. En la intersección con la avenida Javier Prado (donde nace esta vía) hay un local de KFC y un supermercado Candy en la intersección con el jirón Cuzco. Asimismo, en la cuadra 35, se encuentra el local de la Municipalidad de Magdalena del Mar, además de edificios de departamentos y casas antiguas. Al final de esta avenida se ubica el Monumento al Inmaculado Corazón de María, una escultura rotatoria de la Virgen María en plena avenida del Ejército sobre el acantilado que se eleva sobre el litoral limeño frente a la Costa Verde.
- Datos: Q5713417
- Multimedia: Avenida Brasil, Lima / Q5713417